# Historiografía etíope

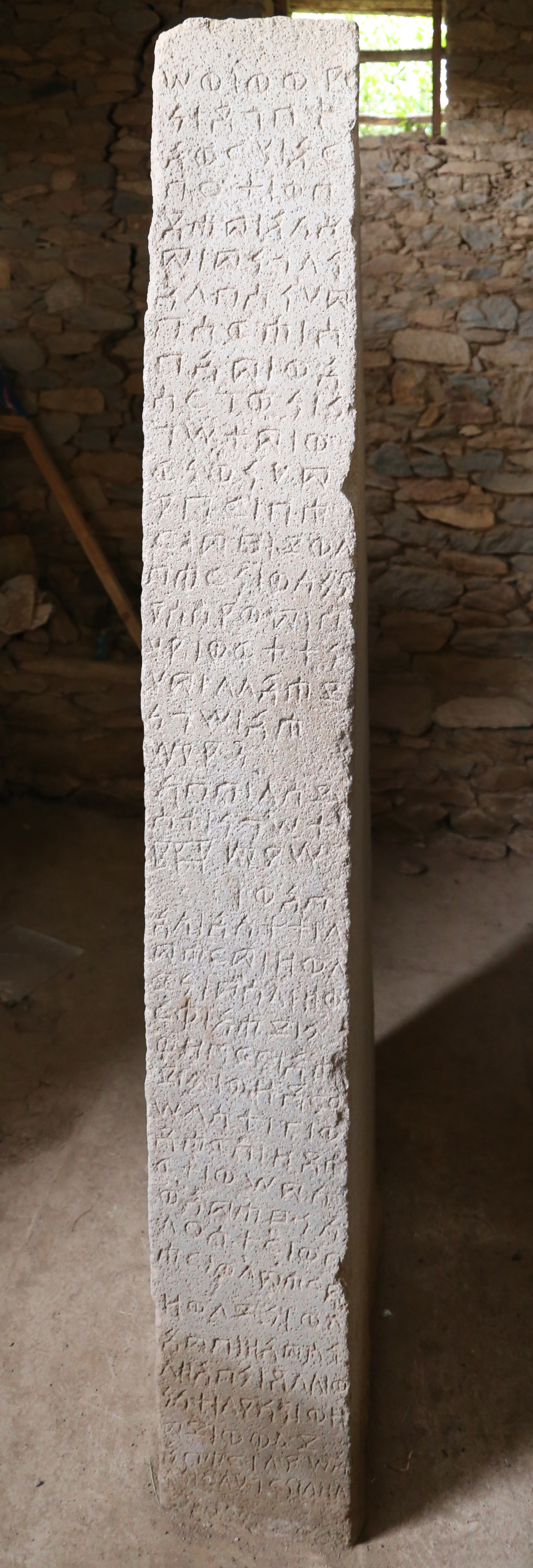
Piedra de Ezana conteniendo un escrito en ge'ez (el antiguo lenguaje etíope), sabeo (árabe del sur) y griego donde se registra las victorias del rey Ezana de Axum sobre el Reino de Kush de Meroe. (Sudán moderno).

La historiografía etíope encarna las disciplinas antiguas, medievales, y modernas de registro de la historia de Etiopía, incluidas las fuentes autóctonas y extranjeras. Las raíces de la escritura histórica etíope se remontan al antiguo Reino de Aksum (c. 100 - c. 940 d. C.). Estos primeros textos fueron escritos en letra ge'ez etíope o en alfabeto griego, e incluían una variedad de medios tales como manuscritos e inscripciones epigráficas en estelas monumentales y obeliscos que documentaban acontecimientos contemporáneos. La escritura de la historia se convirtió en un género establecido en la literatura etíope durante la primera dinastía salomónica (1270-1974). En este período, las historias escritas eran generalmente en forma de biografías reales y crónicas dinásticas, complementadas por la literatura hagiográfica y las historias universales en forma de anales. La mitología cristiana se convirtió en un eje de la historiografía etíope medieval debido a obras como la Kebra Nagast ortodoxa. Esto reforzó las tradiciones genealógicas de los gobernantes de la dinastía salomónica de Etiopía, que afirmaban que eran descendientes de Salomón, el legendario rey de Israel.
La literatura historiográfica etíope ha estado tradicionalmente dominada por la teología cristiana y la cronología de la Biblia. También hubo una influencia considerable de elementos musulmanes, paganos y extranjeros de dentro y fuera del Cuerno de África. Los lazos diplomáticos con la cristiandad se establecieron en la época romana bajo el primer rey cristiano de Etiopía, Ezana de Axum, en el siglo IV d. C., y se renovaron en la Baja Edad Media con embajadas que viajaban hacia y desde la Europa medieval. Basándose en el legado de los antiguos escritos históricos griegos y romanos sobre Etiopía, los cronistas europeos medievales intentaron describir a Etiopía, a su pueblo y a su fe religiosa en relación con el mítico Preste Juan, considerado como un aliado potencial contra las potencias islámicas. La historia etíope y sus pueblos también fueron mencionados en obras de la historiografía islámica medieval e incluso en enciclopedias chinas, literatura de viajes e historias oficiales.
Durante el siglo XVI y el comienzo del período moderno temprano, se hicieron alianzas militares con el Imperio portugués, llegaron los misioneros católicos jesuitas, y la guerra prolongada con los enemigos islámicos, incluyendo el Sultanato de Adel y el Imperio otomano, así como con el politeísta pueblo oromo, amenazó la seguridad del Imperio etíope. Estos contactos y conflictos inspiraron obras de etnografía, de autores como el monje y el historiador Bahrey, que se integraron en la tradición historiográfica existente y alentaron una visión más amplia en las crónicas históricas para el lugar de Etiopía en el mundo. Los misioneros jesuitas Pedro Páez (1564-1622) y Manuel de Almeida (1580-1646) también compusieron una Historia de Etiopía, pero permaneció en forma manuscrita entre los sacerdotes jesuitas de la India portuguesa y no se publicó en Occidente hasta los tiempos modernos.
La historiografía etíope moderna fue desarrollada localmente por etíopes nativos así como por historiadores extranjeros, entre los que destaca Hiob Ludolf (1624-1704), el orientalista alemán al que el historiador británico Edward Ullendorff (1920-2011) consideraba el fundador de Ethiopian Studies. A finales del siglo XIX y principios del XX marcaron un período en el que los métodos historiográficos occidentales se introdujeron y sintetizaron con las prácticas tradicionalistas, encarnadas en obras como las de Heruy Wolde Selassie (1878-1938). Desde entonces, la disciplina ha desarrollado nuevos enfoques para estudiar el pasado de la nación y ha criticado algunos puntos de vista tradicionales dominados por las lenguas semíticas que han prevalecido, a veces a expensas de los vínculos tradicionales de Etiopía con el Oriente Medio. La historiografía marxista y los estudios africanos también han desempeñado un papel importante en el desarrollo de esta disciplina. Desde el siglo XX, los historiadores han prestado mayor atención a las cuestiones de clase, género y etnia. También se ha concedido más importancia a las tradiciones pertenecientes principalmente a otras poblaciones de habla afroasiática, y los análisis literarios, lingüísticos y arqueológicos han modificado la percepción de sus funciones en la sociedad histórica etíope. La historiografía del siglo XX se centró principalmente en la crisis abisinia de 1935 y la segunda guerra ítalo-etíope, mientras que la victoria etíope sobre el Reino de Italia (1805-1814) en la batalla de Adua de 1896 desempeñó un papel importante en la literatura historiográfica de estos dos países inmediatamente después de la primera guerra italo-etíope.

## Antiguos orígenes

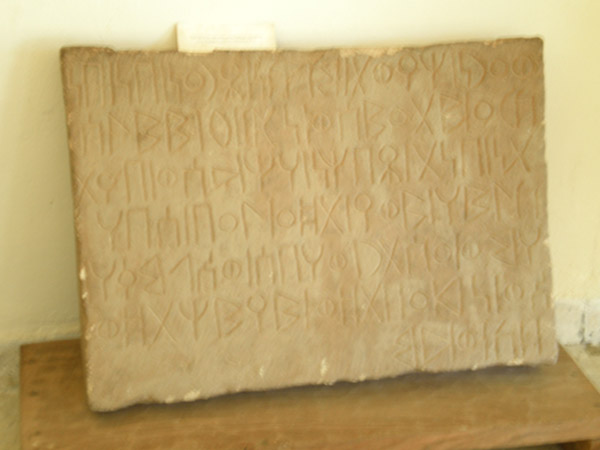
Un texto epigráfico en abecedario árabe meridional en bustrofedon, del período anterior a la fundación del Reino de Aksum (c. 100 d. C.), encontrado cerca de Axum, Etiopía.

La escritura fue introducida en Etiopía en el siglo V a. C. con la antigua escritura árabe del sur. Esta escritura semítica del sur sirvió de base para la creación de la escritura ge'ez de Etiopía, la evidencia más antigua encontrada en Matara (Eritrea), y datada en el siglo II d. C.
Sin embargo en el siglo I d. C., el Periplo del mar Eritreo describe que el gobernante local de Adulis podía hablar y escribir en griego. Este abrazo del helenización se podía también encontrar en la moneda daksumita, en la que las leyendas fueron escritas generalmente en griego, como la moneda griega antigua.

### Epigrafía
Las raíces de la tradición historiográfica en Etiopía se remontan al período Aksumita (c. 100 - c. 940 dC) y se encuentran en textos epigráficos encargados por los monarcas para contar los hechos de su reinado y casa real. Escritos en un estilo autobiográfico, ya sea en la escritura nativa de Ge'ez, el alfabeto griego, o en ambos, se conservan en estelas, tronos y obeliscos que se encuentran en una amplia extensión geográfica que incluye a Sudán, Eritrea y Etiopía. Al conmemorar al gobernante o aristócratas contemporáneos y a los miembros de élite de la sociedad, estos documentos registran varios eventos históricos como campañas militares, misiones diplomáticas y actos de filantropía. Por ejemplo, las estelas del siglo IV erigidas por Ezana de Axum conmemoran sus logros en la batalla y la expansión del reino en el Cuerno de África, mientras que el Monumentum Adulitanum inscrito en un trono en Adulis, Eritrea, contiene descripciones de las conquistas de Elesbaan, en la región del Mar Rojo durante el siglo sexto, incluidas partes de la península arábiga. Está claro que tales textos influyeron en la epigrafía de los gobernantes posteriores de Aksum que todavía consideraban sus territorios árabes perdidos como parte de su reino.

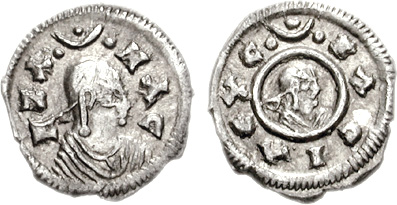
Una moneda de plata del rey axumita Ezana, de mediados del siglo IV d. C.

En la historiografía romana, la historia eclesiástica de Rufino de Aquilea, una traducción y extensión en latín de la obra de Eusebio de Cesarea fechada alrededor del año 402, ofrece un relato de la conversión cristiana de Etiopía —etiquetada como «India ulterior»— por el misionero Frumencio de Etiopía. El texto explica que Frumencio, para completar esta tarea, fue ordenado obispo por Atanasio de Alejandría (298–373), muy probablemente después del 346 durante la tercera tenencia de este último como obispo de Alejandría. La misión ciertamente tuvo lugar antes de 357, cuando Atanasio fue depuesto, reemplazado por San Jorge, y obligado a huir, durante su retirada escribió una carta de disculpa al emperador romano Constancio II (r. 337–361) que casualmente conservaba una carta imperial romana en la corte real de Aksum. En esta carta, Constancio II se dirige a dos «tiranos» de Etiopía, Aizanas y Sazanas, quienes sin duda son Ezana y su hermano Saiazana, o Sazanan, un comandante militar. La carta también insinúa que el gobernante de Aksum ya era un monarca cristiano. De las primeras inscripciones del reinado de Ezana está claro que él fue una vez un politeísta, y que erigió estatuas de bronce, plata y oro a Ares, dios griego de la guerra. Pero las inscripciones duales Ge'ez de estilo griego y sabae en la Piedra de Ezana, que conmemoran las conquistas de Ezana del Reino de Kush —ubicado en Nubia, es decir, el Sudán moderno—, mencionan su conversión al cristianismo. Esta afirmación está respaldada por el símbolo cristiano de la cruz que decora prácticamente todas las monedas aksumitas acuñadas después del reinado de Ezana, junto con la interrupción repentina de los escritos politeístas.
Cosmas Indicopleustes, un monje romano del siglo VI y antiguo comerciante que escribió la Topografía Cristiana —que describe el comercio de la Antigua Roma con India que conduce hasta China—, visitó la ciudad portuaria de Adulis de Aksumite e incluyó relatos de testigos oculares en su libro. Copió una inscripción griega que detalla el reinado de un gobernante politeísta de principios del siglo III de Aksum que envió una flota naval a través del Mar Rojo para conquistar los sabeos en lo que ahora es Yemen, junto con otras partes del oeste de Arabia. Los antiguos textos sabeos de Yemen confirman que este fue el gobernante aksumita Gadara, quien hizo alianzas con los reyes sabaos, lo que llevó a un eventual control axumita sobre el oeste de Yemen que duraría hasta que el gobernante himyarita Shammar Yahri'sh (rc 265 - c. 287) expulsara a los aksumitas del suroeste de Arabia. Es únicamente de las inscripciones sabaeas e himyaritas que conocemos los nombres de varios reyes y príncipes aksumitas después de Gadara, incluidos los monarcas `DBH y DTWNS. Las inscripciones del rey Ezana mencionan tronos tallados en piedra cerca de la Iglesia de Santa María de Sion en Aksum —cuyas plataformas todavía existen—, y Cosmas describió un trono y una estela de mármol blanco en Adulis, ambos cubiertos con inscripciones griegas.

### Manuscritos
Además de la epigrafía, la historiografía aksumita también incluye la tradición textual del manuscrito. Algunos de los primeros manuscritos iluminados etíopes incluyen traducciones de la Biblia al Ge'ez, como los Evangelios de Garima que se escribieron entre los siglos IV y VII e imitaron el estilo bizantino del arte manuscrito.  La «Colección Aksum» que contiene un códice Ge'ez que proporciona cronologías para las diócesis y las sedes episcopales de la Iglesia ortodoxa copta de Alejandría en el Egipto romano fue compilado entre los siglos V y VII. Estos textos revelan cómo los aksumitas vieron la historia a través de la lente de la cronología cristiana, pero su primera historiografía tal vez también estuvo influenciada por obras no cristianas, como las del Reino de Kush, la dinastía ptolemaica del Egipto helenístico y los judíos yemenitas del reino himyarita.

## Historiografía medieval
El poder del reino aksumita disminuyó después del siglo VI debido al surgimiento de otros estados regionales en el Cuerno de África. Los eruditos modernos continúan debatiendo la identidad y la procedencia de la figura legendaria o semi-legendaria Gudit (siglo X), una reina que tradicionalmente se cree que derrocó el Reino de Aksum. La leyenda se encuentra en la crónica del siglo XIII del monje Tekle Haymanot, quien compiló escritos históricos reunidos de varias iglesias y monasterios etíopes. La crónica alega que, después de ser exiliada de Axum, se casó con un rey judío de Siria y se convirtió al judaísmo. El escritor de viajes escocés James Bruce de Kinnaird  (1730-1794) estaba incrédulo sobre la historia y creía que ella era simplemente una reina judía. Carlo Conti Rossini (1872–1949) planteó la hipótesis de que ella era una sidamo étnica de Damot, mientras que Steven Kaplan argumenta que era una invasora e historiadora no cristiana, Knud Tage Andersen, afirma que ella era un miembro regular de la casa real de Aksum, que era astuta y consiguió apoderarse del trono. Esto último está más en línea con otra leyenda que narra que Dil Na'od, el último rey aksumita, mantuvo a su hija Mesobe Werq aislada por temor a la profecía de que su hijo lo derrocaría, pero ella se fugó con el noble Mara Takla Haymanot de Lasta, quien finalmente mató al rey aksumita en un duelo, tomó el trono y fundó la dinastía Zagüe. Este último sigue siendo uno de los períodos menos conocidos de la historia registrada de Etiopía. Lo que se sabe es que los primeros reyes Zagüe fueron politeístas, eventualmente se convirtieron al cristianismo y gobernaron sobre las tierras altas del norte de Etiopía, mientras que los sultanatos islámicos habitaban las tierras bajas costeras de Etiopía.

### Dinastía salomónica

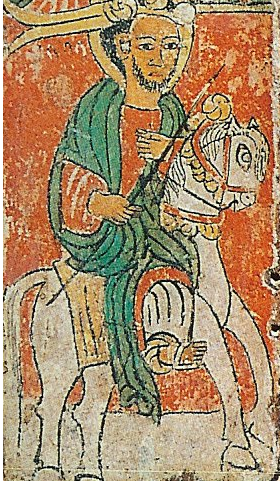
Una pintura etíope del siglo XV de la dinastía salomónica que representa al gobernante Gebre Mesqel Lalibela. (r. 1181-1221) de la dinastía Zagüe, el tema es de una hagiográfica pseudo-crónica que lo representaba como un santo que realizó milagross.

Cuando las fuerzas de Yekuno Amlak (r. 1270-1285) derrocaron a la dinastía Zagüe en 1270, se convirtió en el primer emperador de Etiopía, estableciendo una línea de gobernantes en la dinastía salomónica que duraría hasta el siglo XX. En este momento, el idioma griego, una vez crucial para la traducción en la literatura etíope, se había marginado y mezclado con traducciones coptas y árabes. Esto contribuyó a un proceso mediante el cual los historiadores etíopes medievales crearon una nueva tradición historiográfica en gran parte divorciada del antiguo corpus textual aksumita. Los reyes salomónicos profesaron un vínculo directo con los reyes de Aksum y un linaje remontado hasta Menelik I, hijo del rey Salomón y la reina de Saba en la Biblia hebrea. Estas tradiciones genealógicas formaron la base del Kebra Nagast, una obra seminal de literatura etíope y texto en idioma Ge'ez originalmente compilado en copto-árabe en algún momento entre los siglos X y XIII. Su forma actual data del siglo XIV, momento en el que incluía narraciones mitológicas e históricas detalladas relacionadas con Etiopía, junto con discursos teológicos sobre temas en el Antiguo y Nuevo Testamento. De Lorenzi compara la mezcla de tomos de la mitología cristiana con los acontecimientos históricos con la leyenda del Rey Arturo, que fue muy adornada por el clérigo galés Geoffrey de Monmouth en su crónica Historia Regum Britanniae de 1136. Aunque el Kebra Nagast indica que los emperadores de Roma o Constantinopla y Etiopía descendían del rey israelita Salomón, hay un sentimiento enfáticamente antijudío expresado en varios pasajes del libro.
La forma más común de historia escrita patrocinada por la corte real salomónica fue la biografía de los gobernantes contemporáneos, a quienes sus biógrafos alabaron a menudo junto con la dinastía salomónica. El género biográfico real se estableció durante el reinado de Amda Seyon I (r. 1314-1344), cuya biografía no únicamente relató los intercambios diplomáticos y los conflictos militares con los poderes islámicos rivales del sultanato de Ifat y el sultanato de Adel, sino que también representaba al gobernante etíope, como el salvador cristiano de su nación. Los orígenes de la historia dinástica («tarika nagast») tal vez se encuentran en la crónica biográfica de Baeda Maryam I (r. 1468–1478), que proporciona una narración de su vida y la de sus hijos y probablemente fue escrita por el preceptor de la corte real. Teshale Tibebu afirma que los historiadores de la corte etíope eran «aduladores profesionales» de sus monarcas gobernantes, similares a sus homólogos bizantinos griegos e imperiales chinos. Por ejemplo, la biografía escrita anónimamente del emperador Gelawdewos (r. 1540-1549) habla brillantemente del gobernante, aunque en un tono elegíaco, mientras intenta ubicarlo a él y a sus obras en un contexto moral e histórico mayor.
También hay hagiografías de gobernantes dinásticos de Zagüe, anteriores, compuestas durante el período salomónico. Por ejemplo, durante el reinado de Zara Yaqob (1434–1468) una crónica centrada en Gebre Mesqel Lalibela (r. 1185–1225) lo retrató como un santo cristiano que realizó milagros. Convenientemente para la legitimidad de la dinastía salomónica, la crónica afirmaba que Lalibela no deseaba que sus herederos heredaran su trono.

### Europa medieval y la localización del Preste Juan

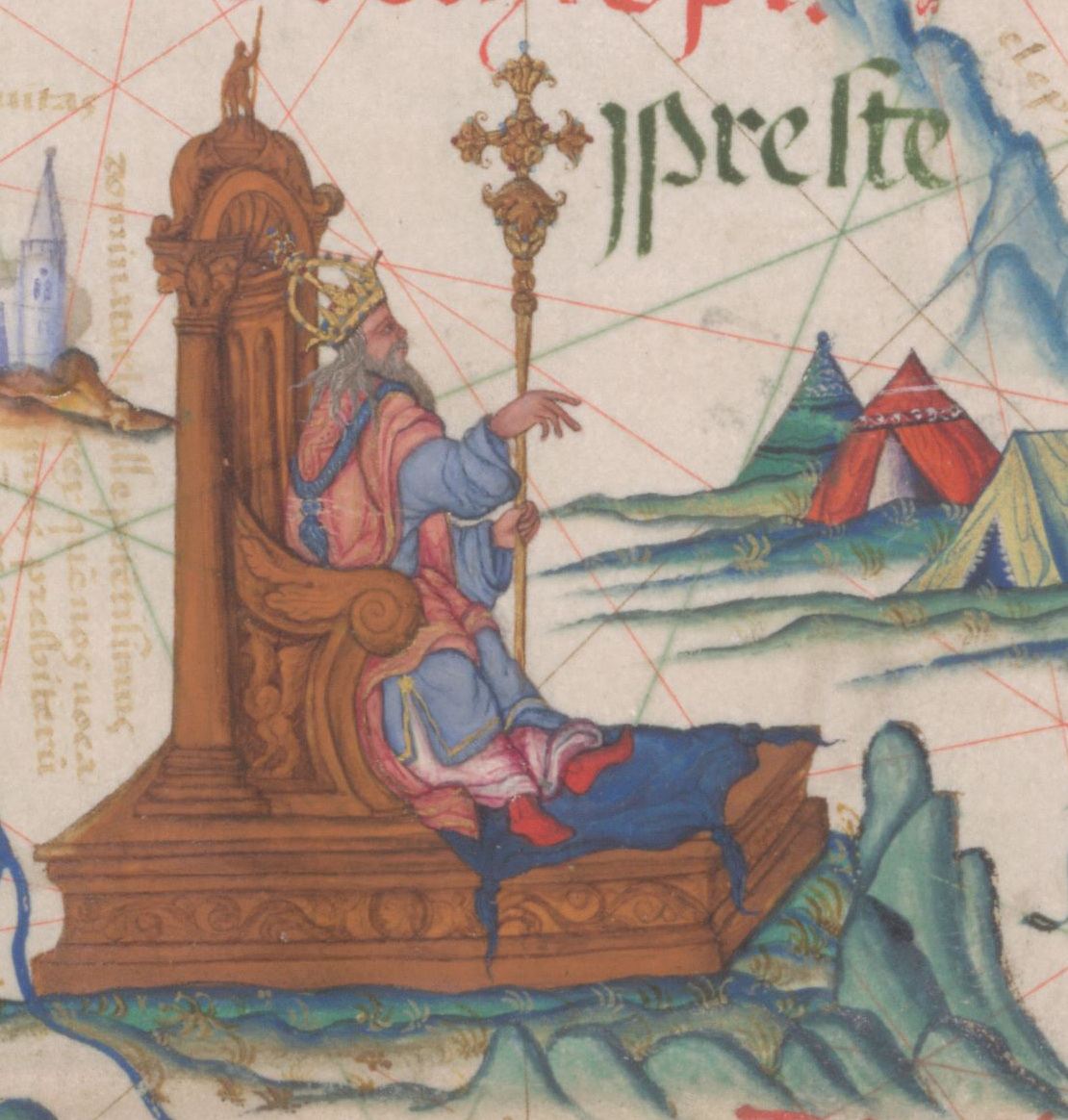
Preste Juan como el Emperador de Etiopía, entronizado en un mapa de África Oriental en un atlas preparado por los portugueses para María I de Inglaterra en 1558 (Biblioteca Británica).

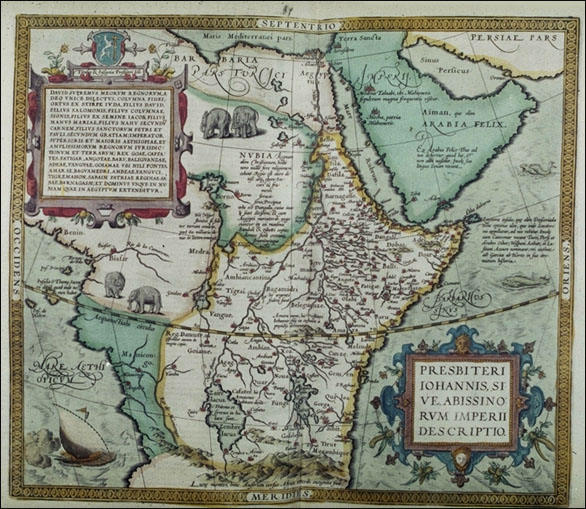
Mapa del Imperio etíope de 1584, por el cartógrafo flamenco Abraham Ortelius (1527-1598).

En la historiografía griega, Heródoto (484–425 a. C.) había realizado breves descripciones de antiguos etíopes, que también fueron mencionados en el Nuevo Testamento. Aunque el Imperio bizantino mantuvo relaciones regulares con Etiopía durante la Alta Edad Media, las primeras conquistas musulmanas del siglo VII cortaron la conexión entre Etiopía y el resto de la cristiandad. Los registros de estos contactos alentaron a los europeos medievales a descubrir si Etiopía todavía era cristiana o se había convertido al Islam, una idea reforzada por la presencia de etíopes peregrinos en Tierra Santa y Jerusalén durante las Cruzadas. Durante la Alta Edad Media, las conquistas mongolas de Genghis Khan (r. 1206-1227) llevaron a los europeos a especular sobre la existencia de un rey guerrero legendario y sacerdotal llamado Preste Juan, que se creía que habitaba tierras lejanas en Asia, asociado con los cristianos nestorianos y podría ayudar a derrotar a los poderes islámicos rivales. La literatura de viajes de Marco Polo y Odorico de Pordenone con respecto a sus viajes, separados, a La dinastía Yuan china durante los siglos XIII y XIV, respectivamente, y las búsquedas infructuosas en el sur de la India ayudaron a disipar la noción de que el reino del Preste Juan existía en Asia. Una misión diplomática etíope enviada a la Europa cristiana por el emperador etíope Wedem Arad (r. 1299–1314) en 1306 permitió al sacerdote y cartógrafo Giovanni da Carignano (1250–1329) interrogar a la embajada mientras se encontraban en Génova, después de lo cual publicó un trabajo que describe la ubicación geográfica de su reino y la naturaleza de su fe cristiana.
En su Mirabilia Descripta de 1324, el misionero dominico Jordanus Catalani, obispo de la diócesis católica de Quilón a lo largo de la costa de Malabar en la India, fue el primer autor conocido en sugerir que Etiopía era la ubicación del reino del Preste Juan. El comerciante florentino Antonio Bartoli visitó Etiopía desde la década de 1390 hasta aproximadamente 1404 cuando regresó a Europa con diplomáticos etíopes. Esto fue seguido por la larga estadía de Pietro Rombuldo en Etiopía de 1404 a 1444 y diplomáticos etíopes que asistieron al Concilio de Florencia en 1441, donde expresaron cierta irritación con los asistentes europeos que insistieron en dirigirse a su emperador como Preste Juan. Gracias al legado de la historiografía medieval europea, esta creencia persistió más allá de la Baja Edad Media. Por ejemplo, el misionero portugués Francisco Álvares se dirigió a Etiopía en 1520 creyendo que debía visitar la tierra natal del Preste Jouan.

### Historiografía islámica

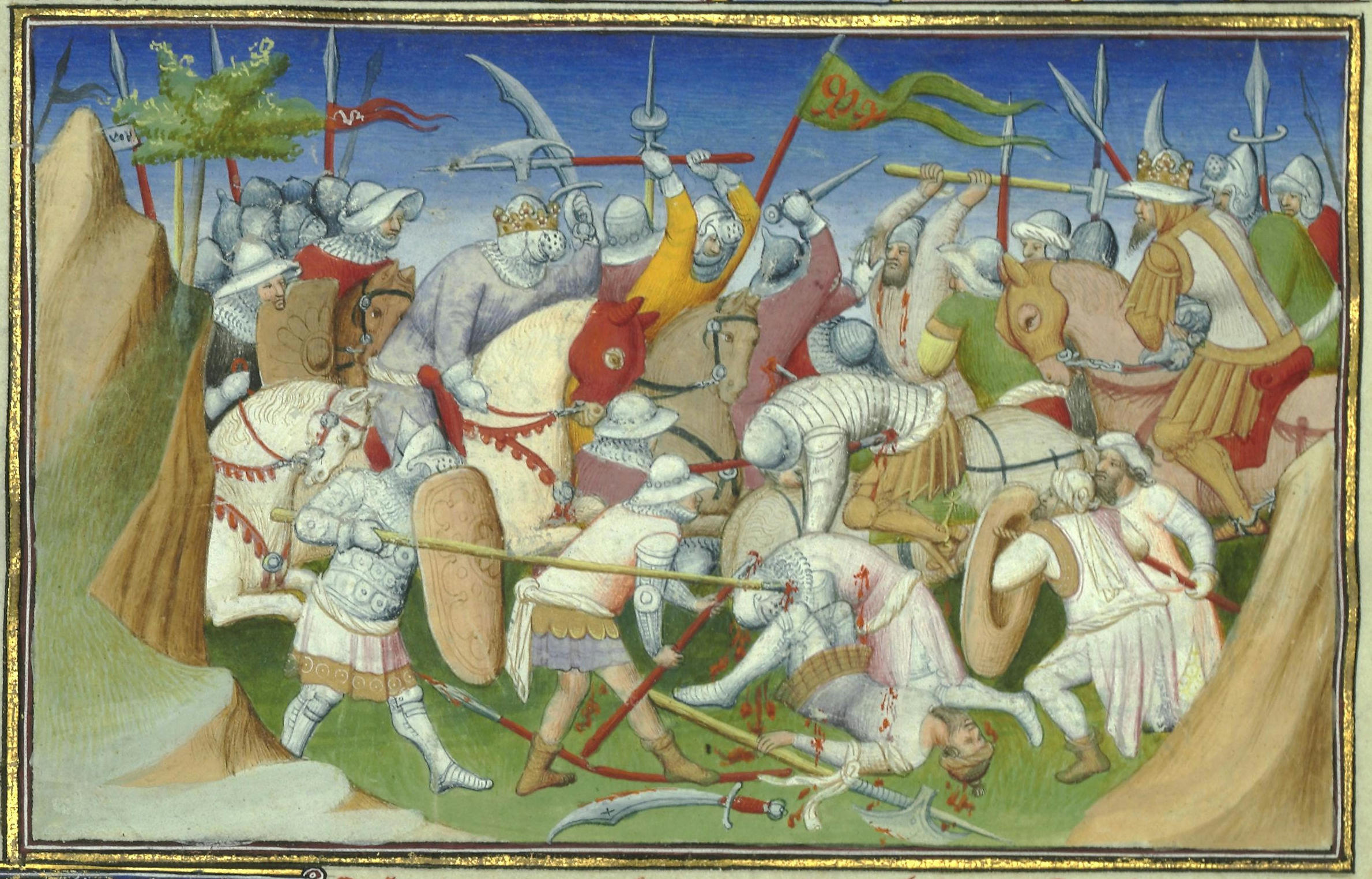
El rey abisinio Yagbe'u Seyon y sus hombres (izquierda) luchando contra el sultán de Adal y sus fuerzas (Mirabilia Descripta,).

Etiopía se menciona en algunos trabajos de historiografía islámica, generalmente en relación con la difusión del Islam. Fuentes islámicas afirman que en el 615 el rey aksumita Armah (r. 614-631) proporcionó refugio a los seguidores exiliados de Mahoma en Axum, un evento conocido como la Primera Hégira (es decir, Migración a Abisinia ). En su Historia, el erudito ibn Wadîh al-Ya'qûbî (muerto en el 897) del califato abasí identificó a Abisinia (al-Habasha) como ubicada al norte del territorio del bereber (somalí) y la tierra de los Zanj (los «negros»). El historiador egipcio y mameluco Shihab al-Umari (1300-1349) escribió que el estado histórico de Bale, vecino al Sultanato de Hadiya del sur de Etiopía, era parte de una confederación islámica de Zeila, aunque cayó bajo el control del Imperio etíope en la década de 1330, durante el reinado de Amda Seyon I. Al-Maqrizi (1364–1422), otro historiador mameluco-egipcio, escribió que el sultán de Ifat Sa'ad ad-Din II (r. 1387–1415) ganó una aplastante victoria contra la provincia cristiana de Almara en Bale, a pesar de la superioridad numérica de esta última. Describió otras victorias supuestamente significativas obtenidas por el sultán Adal Jamal ad-Din II (muerto en 1433) en Bale y Dawaro, donde se decía que el líder musulmán había tomado suficiente botín de guerra para proporcionar a sus súbditos más pobres, esclavos múltiples. El historiador Ulrich Braukämper afirma que estas obras de historiografía islámica, si bien demuestran la influencia y la presencia militar del sultanato de Adal en el sur de Etiopía, tienden a enfatizar demasiado la importancia de las victorias militares que, en el mejor de los casos, llevaron al control territorial temporal en regiones como Bale. En su Descripción de África (1555), el historiador León el Africano (c. 1494-1554) de al-Ándalus describió a Abassia (Abisinia) como el reino del Prete Ianni (es decir, el Preste Juan), a quien estaban sujetos los abisinios. También identificó a los abasinios como uno de los cinco principales grupos de población en el continente junto con los africanos, egipcios, árabes y Cafri (Cafates).

### Historiografía china
Los contactos entre el Imperio etíope y la China imperial parecen haber sido muy limitados, si no principalmente indirectos. Hubo algunos intentos en la literatura historiográfica y enciclopédica china para describir partes de Etiopía o áreas externas que una vez controló. Zhang Xiang, un estudioso de las relaciones entre África y China, afirma que el país de Dou, descrito en el capítulo Xiyu juan (es decir, las «regiones occidentales» ) del Libro de los últimos Han era el de la ciudad portuaria de Adulis de Aksum. Fue desde esta ciudad que se envió un enviado a Luoyang, la capital de la dinastía Han de China, aproximadamente 100 AD El Nuevo Libro de Tang del siglo XI y Wenxian Tongkao del siglo XIV describen el país de Nubia (anteriormente controlado por el Reino Aksumita) como una tierra de desiertos al sur del Imperio bizantino que estaba infestada de malaria, donde los nativos del territorio local Mo-lin tenía piel negra y consumían alimentos como dátiles persas. En su traducción al inglés de este documento, Friedrich Hirth identificó a Mo-lin (Molin) con el reino de Aloa y el vecino Lao-p'o-sa con el reino de Makuria, ambos en Nubia.
El Wenxian Tongkao describe las principales religiones de Nubia, incluida la religión de Da Qin (es decir, el cristianismo, particularmente el cristianismo nestoriano asociado con el Imperio Romano de Oriente) y el día de descanso que ocurre cada siete días para aquellos que siguen la fe del Da shi (es decir, los Árabes musulmanes ). Estos pasajes se derivan en última instancia del Jingxingji de Du Huan (siglo VIII), un escritor de viajes durante la dinastía Tang china (618-907) que fue capturado por las fuerzas abasidas en la Batalla de Talas (751), después de lo cual visitó partes de Asia occidental y el noreste de África. El historiador Wolbert Smidt identificó el territorio de Molin en Jingxingji de Du Huan, como el reino cristiano de Makuria en Nubia. También asoció el territorio de Laobosa (Lao-p'o-sa) representado allí con Abisinia, por lo que este es el primer texto chino que describe Etiopía.  Cuando Du Huan dejó la región para regresar a casa, lo hizo a través del puerto de Adulis aksumita. La actividad comercial entre Etiopía y China durante la última dinastía Song (960–1279) parece ser confirmada por la moneda Song-chinesa encontrada en la aldea medieval de Harla, cerca de Dire Dawa, Etiopía. La dinastía china Ming (1368-1644) envió diplomáticos a Etiopía, que también era frecuentada por comerciantes chinos. Aunque únicamente el comercio privado e indirecto se llevó a cabo con los países africanos con los primeros pueblos Manchú, liderados por la dinastía Qing (1644-1911), los chinos fueron capaces de referirse a la literatura de viajes, escritos chinos y las historias sobre el este de África antes de que las relaciones diplomáticas fueran restauradas con los países africanos en el siglo XIX.

## Historiografía de la Edad Moderna

### Conflicto e interacción con potencias extranjeras

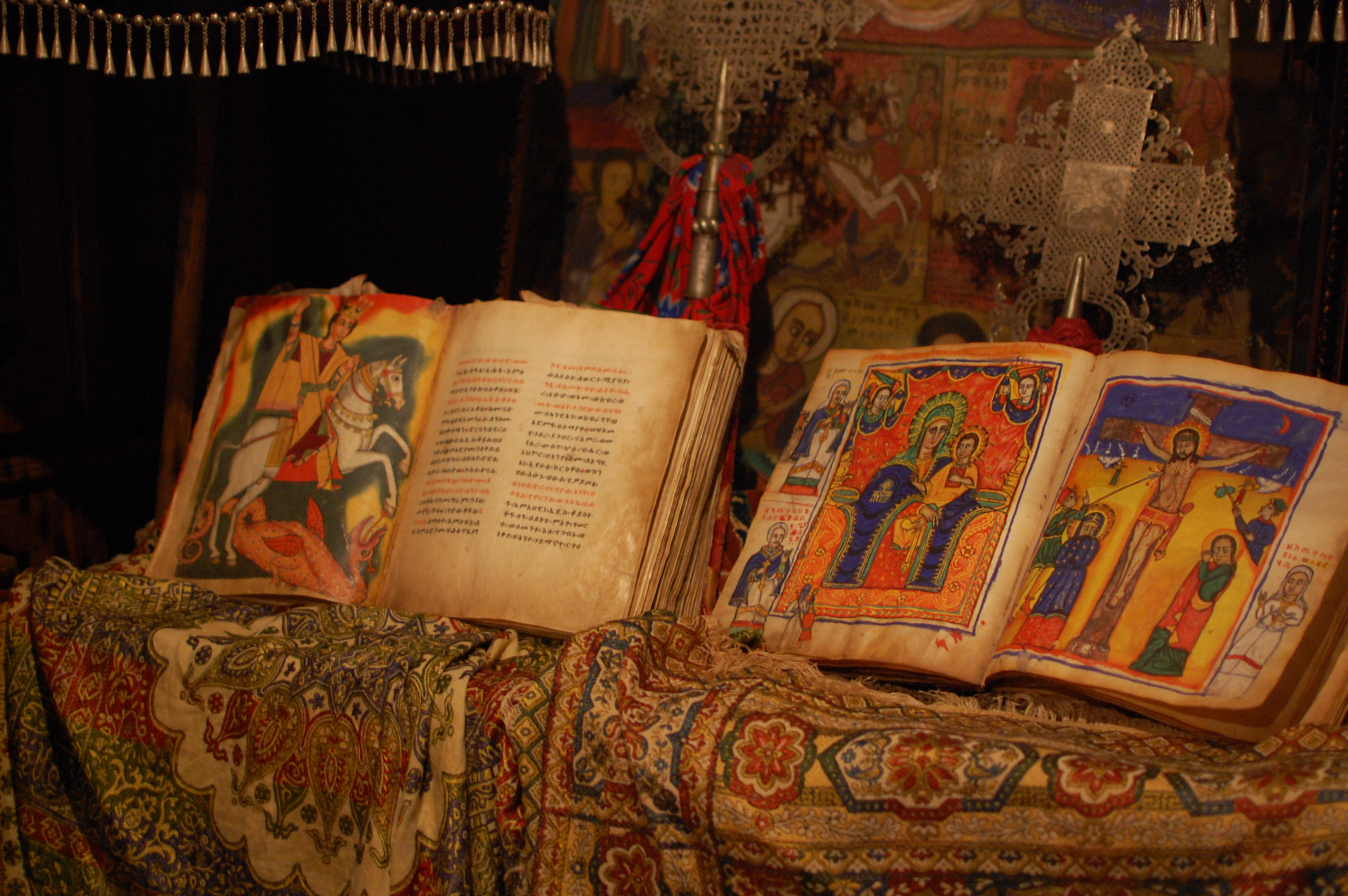

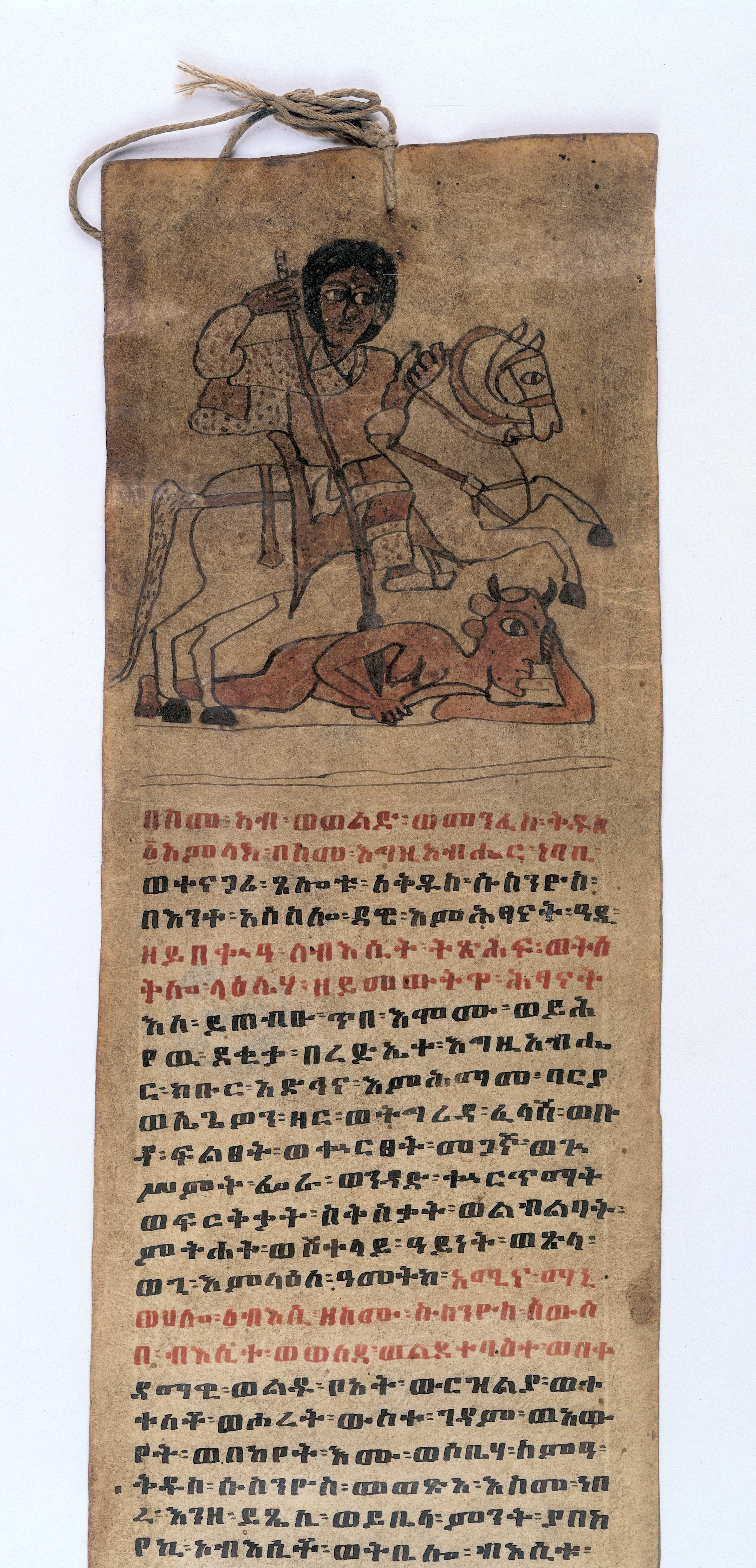
Una pintura de Susenyos I de Etiopía (1607–1632) a caballo que lucha con una lanza contra un demonio —similar a las representaciones míticas de San Jorge matando a un dragón—, en un rollo de oración de Ge'ez destinado a disipar a los espíritus malignos que se creía causaban varias dolencias, Colección Wellcome, Londres.

Durante el siglo XVI, la tradición biográfica etíope se hizo mucho más compleja, intertextual y más amplia en su visión del mundo dada la participación directa de Etiopía en los conflictos otomano-portugueses en la región del Mar Rojo. Los anales de David II de Etiopía (r. 1508-1540) describen la Guerra entre Abisinia y Adel que libró contra el sultán Ahmad ibn Ibrihim al-Ghazi (r. 1527-1543), en un formato episódico bastante diferente de la tradición crónica anteriores. La crónica de Gelawdewos, quizás escrita por la Iglesia ortodoxa etíope, el abad Enbaqom (1470–1560) está mucho más detallado que cualquier otro trabajo etíope anterior de la historia. Explica la alianza militar del emperador etíope con Cristóbal de Gama (1516-1542), hijo del explorador portugués Vasco da Gama, contra el sultán de Adel al Ghazi y sus aliados otomanos, y más tarde contra el gobernador otomano de Yemen, Özdemir Pasha (m. 1560).
La biografía del hermano y sucesor de Gelawdewos, Menas de Etiopía (r. 1559-1563) se divide en dos partes, una dedicada a su vida antes de tomar el trono y la otra a su problemático reinado luchando contra los rebeldes. Su crónica fue completada por los biógrafos de su sucesor Sarsa Dengel (r. 1563-1597). La crónica de este último puede considerarse un ciclo épico por su prefacio que describe eventos en épocas anteriores mezcladas con alusiones bíblicas. También describe conflictos contra la nobleza rebelde aliada con los otomanos, así como una campaña militar contra los judíos etíopes.
En el siglo XVI, las obras etíopes comenzaron a discutir el profundo impacto de los pueblos extranjeros en su propia historia regional. La crónica de Gelawdewos explica la fricción entre la Iglesia ortodoxa etíope y los misioneros católicos de España y Portugal, después de la llegada de los jesuitas en 1555. Con la persuasión de los jesuitas en su reino, el emperador Susenyos I de Etiopía (r. 1607– 1632) se convirtió en el único gobernante etíope en convertirse del cristianismo ortodoxo al catolicismo, tal vez antes de la fecha aceptada de 1625, después de lo cual sus intentos de convertir a sus súbditos y socavar la iglesia ortodoxa condujeron a revueltas internas. En 1593, el monje etíope, historiador y etnógrafo Bahrey publicó una obra de etnografía que proporcionaba un razonamiento para el éxito militar del pueblo politeísta oromo que luchó contra el Imperio etíope. Las historias etíopes de este período también incluían detalles de musulmanes extranjeros, judíos, cristianos —incluidos los de Europa occidental—, iraníes safavíes e incluso figuras del imperio bizantino caído.

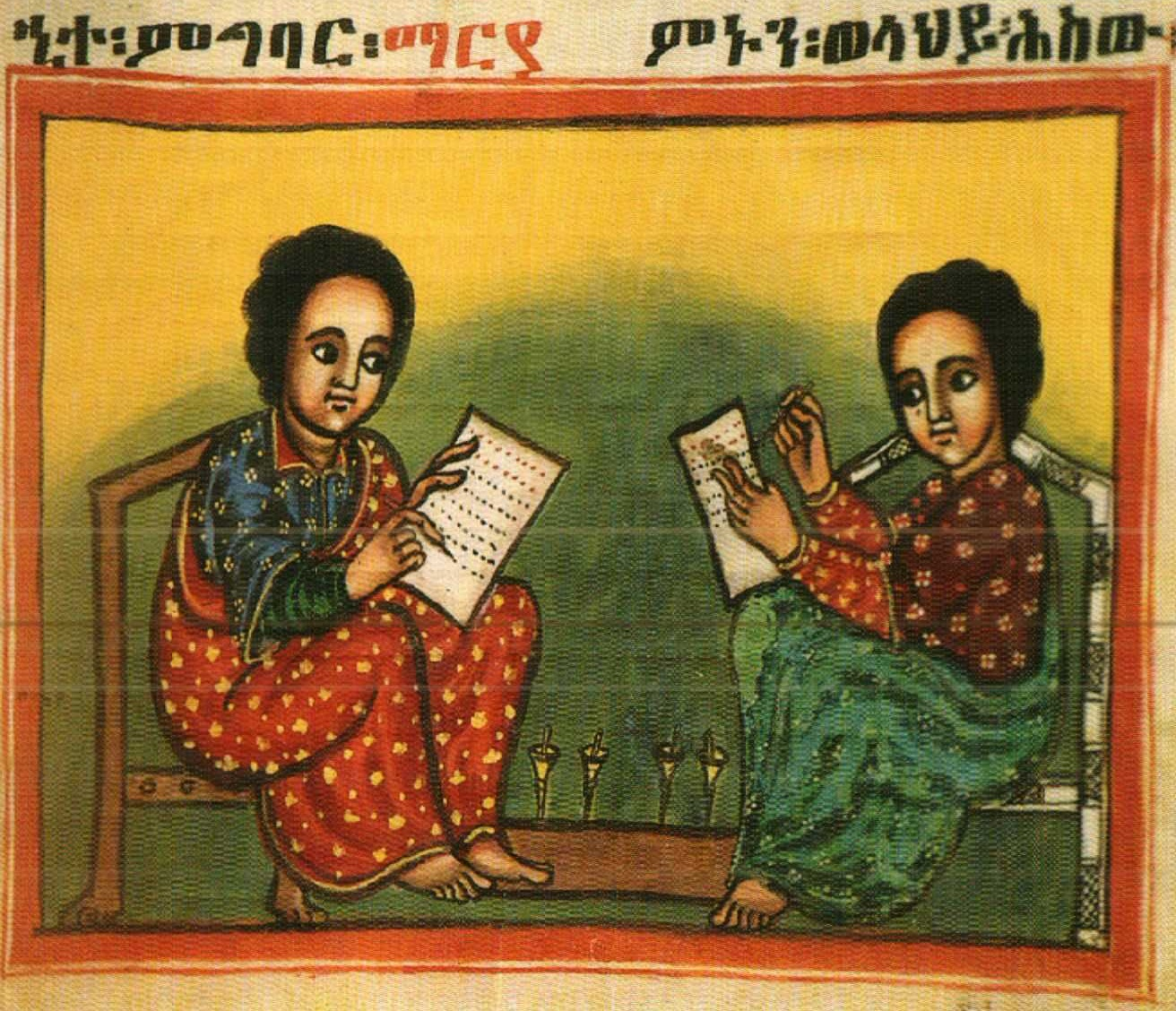
Iluminación manuscrita de principios del de Aksum que muestra dos escribas.

Pedro Páez (1564-1622), un jesuita español en la corte de Susenyos I, tradujo porciones de las crónicas de los emperadores etíopes que se remontan al reinado de Amda Seyon I en el siglo XIV d. C., así como al reinado del rey Elesbaan en el siglo VI d. C. Algunos de estos fragmentos fueron preservados en la Historia de Etiopía por el jesuita portugués Manuel de Almeida (1580-1646), pero el manuscrito original de Páez fue reescrito en gran parte para eliminar los pasajes polémicos contra la Orden de Predicadores rival. Páez también tradujo un capítulo de una hagiografía etíope que cubría la vida y obra del gobernante del siglo XIII Gebre Mesqel Lalibela. La Historia de Etiopía, que llegó a Goa, India, a fines de 1624, no se publicó en Europa hasta la era moderna y permaneció en circulación únicamente entre los miembros de la Compañía de Jesús en la India portuguesa, aunque el mapa de Almeida de Etiopía fue publicada por Baltasar Teles en 1660. Tras la abdicación de Susenyos I, su hijo y sucesor Fasilides (r. 1632-1667) hizo que los jesuitas fueran expulsados de Etiopía.

## Crónicas biográficas e historias dinásticas
Al menos desde el reinado de Susenyos I, la corte real etíope empleó a un historiador oficial de la corte conocido como sahafe te'ezaz, que generalmente también era un erudito de alto rango dentro de la Iglesia ortodoxa etíope. Susenyos I hizo que su confesor Meherka Dengel y el consejero Takla Sellase (muerto en 1638), apodado «Tino», compusieran su biografía. Se escribieron biografías para los emperadores Yohannes I (r. 1667–1682), Iyasu I (1682–1706) y Bakaffa (r. 1721–1730), este último empleó a cuatro historiadores de la corte: Sinoda, Demetros, Ass y Hawaryat Krestos. Los reinados de los emperadores Iyasu II(r. 1730–1755) e Iyoas I (r. 1755–1769) se incluyeron en las historias dinásticas generales, mientras que la última biografía real conocida en formato de crónica anterior al siglo XIX fue escrita por el erudito de la iglesia Gabru y cubrió el primer reinado. de Tekle Giyorgis I (r. 1779-1784), el texto termina abruptamente justo antes de su deposición.

## Historiografía moderna

### Era de los Príncipes
El período caótico conocido como la «Era de los Príncipes» (etíope: Zemene Mesafint ) desde mediados del siglo XVIII hasta mediados del XIX fue testigo de la fragmentación política, la guerra civil, la pérdida de la autoridad central y, como resultado de esto, un cambio total. de la biografía real a favor de las historias dinásticas. Un nuevo género de historia dinástica, conocido como la «Crónica corta» según Lorenzi, fue establecido por un erudito de la iglesia llamado Takla Haymanot, cuyo trabajo combinaba la historia universal con la historia dinástica salomónica. El género de la «crónica corta» de la historiografía continuó hasta bien entrado el siglo XX. Ge'ez se convirtió en una lengua extinta en el siglo XVII, pero no fue hasta el reinado de Teodoro II de Etiopía (r. 1855-1868) que las crónicas reales se escribieron en literatura vernácula de lenguas etiópicas.
Otro género de escritura de historia producida durante la «Era de los Príncipes» fue el anales etíope conocido como ya'alam tarik. Estas obras intentaron enumerar los principales eventos mundiales desde la época del Génesis bíblico hasta su tiempo presente en una historia universal. Por ejemplo, el trabajo traducido de Juan de Nikiû que explica la historia humana hasta la conquista musulmana de Egipto en el 642 se convirtió en un texto canónico en la historiografía etíope. También hay listas cronológicas y genealógicas de gobernantes y patriarcas de la Iglesia Ortodoxa, que incluyen algunos elementos de narrativa histórica.

### Literatura biográfica
Se han compilado varias biografías de emperadores etíopes en la era moderna. En 1975, el historiador educado en la Universidad de Oxford, Zewde Gebre-Sellassie (1926–2008) publicó una biografía sobre el emperador Yohannes II (r. 1699–1769), con quien se relacionaba a distancia. En 1973 y 1974, el emperador Haile Selassie (r. 1930-1974) publicó su autobiografía My Life and Ethiopia's Progress;  en 1976 fue traducido del amhárico al idioma inglés y anotado por Edward Ullendorff en una publicación de Oxford University Press. Hanna Rubinkowska sostiene que el emperador Selassie fue un defensor activo de la «manipulación historiográfica», especialmente cuando se trataba de ocultar materiales históricos que aparentemente disputaban o contradecían la propaganda dinástica y la historia oficial. Por ejemplo, eliminó ciertas crónicas y obras históricas del ojo público y las colocó en su biblioteca privada, como la crónica biográfica del aleqa Gabra Igziabiher Elyas (1892-1969) que cubre los reinados de los predecesores de Selassie, Iyasu V (r. 1913–1916), un converso tardío al Islam, y la Emperatriz Zauditu (r. 1916–1930). El último trabajo fue editado, traducido al inglés y republicado por Rudolf K. Molvaer en 1994.

### Historiografía etíope y occidental

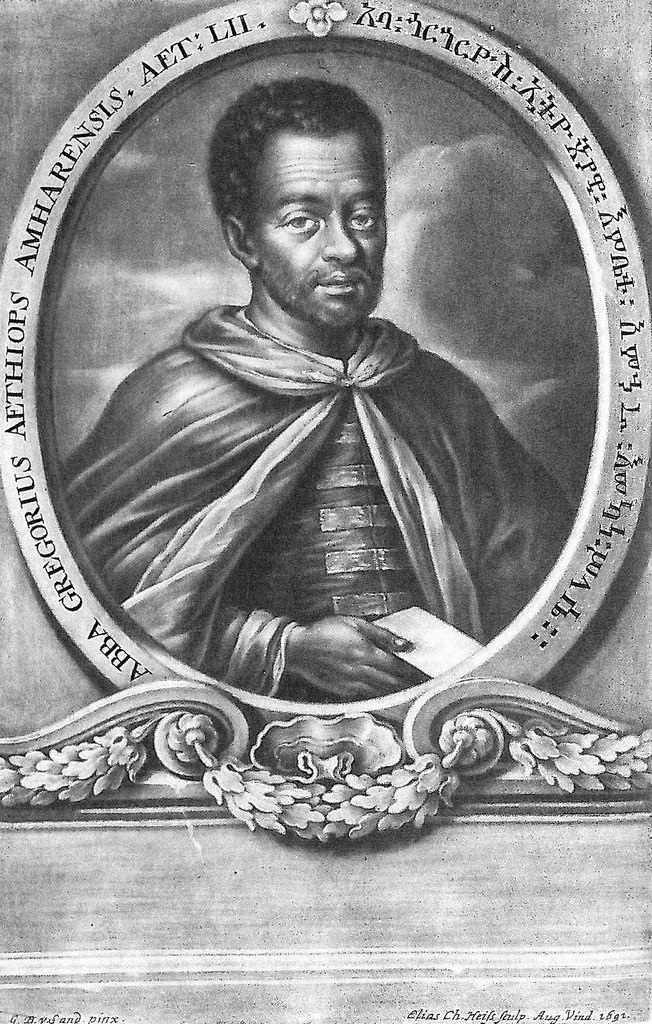
Un retrato grabado del libro del monje etíope Abba Gorgoryos (1595-1658) por Christopher Elias Heiss, Augsburgo, 1691.

Edward Ullendorff consideró que el orientalista alemán Hiob Ludolf (1624-1704) fue el fundador de los estudios etíopes en Europa, gracias a sus esfuerzos para documentar la historia de Etiopía y el idioma Ge'ez, así como el amhárico. El monje etíope Abba Gorgoryos (1595–1658), mientras presionaba a la Congregación para la Evangelización de los Pueblos en Roma para convertirse en obispo de Etiopía después de su conversión católica y la expulsión de los jesuitas por el emperador etíope Fasilides, colaboró con Ludolf, quien nunca realmente visitó Etiopía y le proporcionó información crítica para componer su Historia Aethiopica and its Commentaries. El clérigo étnico-etíope portugués António d'Andrade (1610-1670) los ayudó como traductor, ya que Abba Gorgoryos no hablaba con fluidez ni el latín ni el italiano. Después de Ludolf, el escritor de viajes escocés del siglo XVIII James Bruce, que visitó Etiopía, y el orientalista alemán August Dillmann (1823-1894) también son considerados pioneros en el campo de los primeros estudios etíopes. Después de pasar un tiempo en la corte real etíope, Bruce fue el primero en recopilar y depositar sistemáticamente documentos históricos etíopes en bibliotecas de Europa, además de componer una historia de Etiopía basada en fuentes etíopes nativas. Dillmann catalogó una variedad de manuscritos etíopes, incluidas crónicas históricas, y en 1865 publicó el Léxico Linguae Aethiopicae, el primer léxico de este tipo publicado en idiomas de Etiopía desde el trabajo de Ludolf.

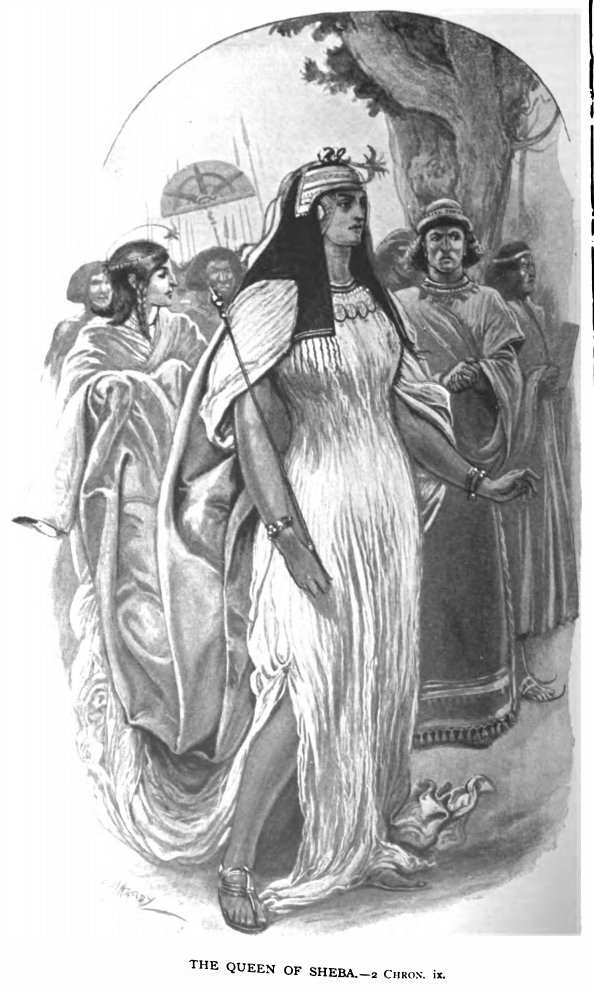
Una representación de 1896 de la reina de Saba (Makeda).

Los historiadores etíopes como Taddesse Tamrat (1935–2013) y Sergew Hable Sellassie han argumentado que los estudios etíopes modernos fueron una invención del siglo XVII y se originaron en Europa. Tamrat consideró la Storia d'Etiopia de Carlo Conti Rossini de 1928 como un trabajo innovador en estudios etíopes. El filósofo Messay Kebede también reconoció las contribuciones genuinas de los estudiosos occidentales a la comprensión del pasado de Etiopía.  Pero también criticó el sesgo científico e institucional percibido que encontró generalizado en las historiografías de Etiopía, etíopes, africanas y occidentales. Específicamente, Kebede se ofendió por la traducción de Ernest Wallis Budge del Kebra Nagast, argumentando que Budge había asignado un origen de Arabia del Sur a la Reina de Saba, aunque el Kebra Nagast en sí mismo no indicaba tal procedencia para esta legendaria gobernante. Según Kebede, una extracción del sur de Arabia fue contradicha por exégetas bíblicos y testimonios de historiadores antiguos, que en cambio indicaron que la Reina era de origen africano. Además, reprendió a Budge y Ullendorff por su postulación de que la civilización aksumita fue fundada por semitas inmigrantes del sur de Arabia. Kebede argumentó que hay poca diferencia física entre las poblaciones de habla semítica en Etiopía y los grupos vecinos de habla cusita para validar la noción de que los grupos anteriores eran esencialmente descendientes de colonos del sur de Arabia, con un origen ancestral separado de otras poblaciones locales de habla afroasiática. También observó que estas poblaciones de habla afroasiática eran heterogéneas, se cruzaban entre sí y también asimilaban elementos extraños de extracción incierta y de origen negroide.

### Síntesis de métodos historiográficos nativos y occidentales

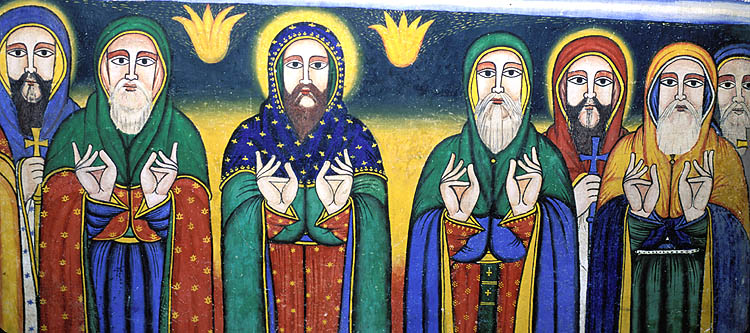
Pintura de estilo occidental de los «Nueve santos» (no todos en la foto) de la Iglesia Ortodoxa Etíope, como se muestra en el mural en la Iglesia de Santa María de Sion, Atxum, Etiopía.

A finales del siglo XIX y principios del XX, la historiografía vernácula etíope se vio fuertemente influenciada por los métodos occidentales de historiografía, pero De Lorenzi sostiene que estos fueron «indigenizados» para adaptarse a las sensibilidades culturales de los historiadores tradicionalistas. Gabra Heywat Baykadan, un historiador extranjero e intelectual reformista durante el reinado de Menelik II (r. 1889-1913), fue único entre sus pares por romper casi por completo el enfoque tradicionalista de escribir historia vernácula y adoptando sistemáticamente los métodos teóricos occidentales. Heruy Wolde Selassie.(1878-1938), blattengeta y ministro de Asuntos Exteriores de Etiopía, utilizó la erudición inglesa y nominalmente adoptó métodos occidentales modernos para escribir historia vernácula, pero fue un historiador firmemente tradicionalista. Sus obras innovadoras incluyen un diccionario histórico de 1922 que ofreció un estudio prosopográfico de las figuras históricas de Etiopía y notables contemporáneos, una historia de las relaciones exteriores etíopes, literatura de viajes historiográficos y un tratado histórico tradicionalista que combina historias narrativas de las dinastías Zagüe y Salomónicas con otras partes sobre historia de la iglesia y biografías de líderes de la iglesia.
Takla Sadeq Makuriya (1913–2000), historiador y exjefe de los Archivos Nacionales y la Biblioteca de Etiopía, escribió varios trabajos en ahmárico y en idiomas extranjeros, incluida una serie de cuatro volúmenes en ahmárico sobre la historia de Etiopía desde la antigüedad hasta el reinado de Haile Selassie, publicado en la década de 1950. Durante la década de 1980 publicó un tomo de tres volúmenes que exploraba los reinados de los gobernantes etíopes del siglo XIX y el tema de la unidad nacional. También produjo dos capítulos en inglés en la historia del Cuerno de África para la UNESCO General History of Africa y varias obras en francés sobre la historia de la iglesia de Etiopía y genealogías reales. Algunos volúmenes de su encuesta vernácula sobre la historia general de Etiopía han sido editados y distribuidos como libros de texto escolares en las aulas etíopes por el Ministerio de Educación. Kebede Michael (1916-1998), un dramaturgo, historiador, editor y director de arqueología en la Biblioteca Nacional, escribió obras de historia mundial , historias de la civilización occidental e historias de Etiopía, que, a diferencia de sus trabajos anteriores, formó el foco central de su historia mundial de 1955 escrita en idioma amhárico.

### Guerras italo-etíopes

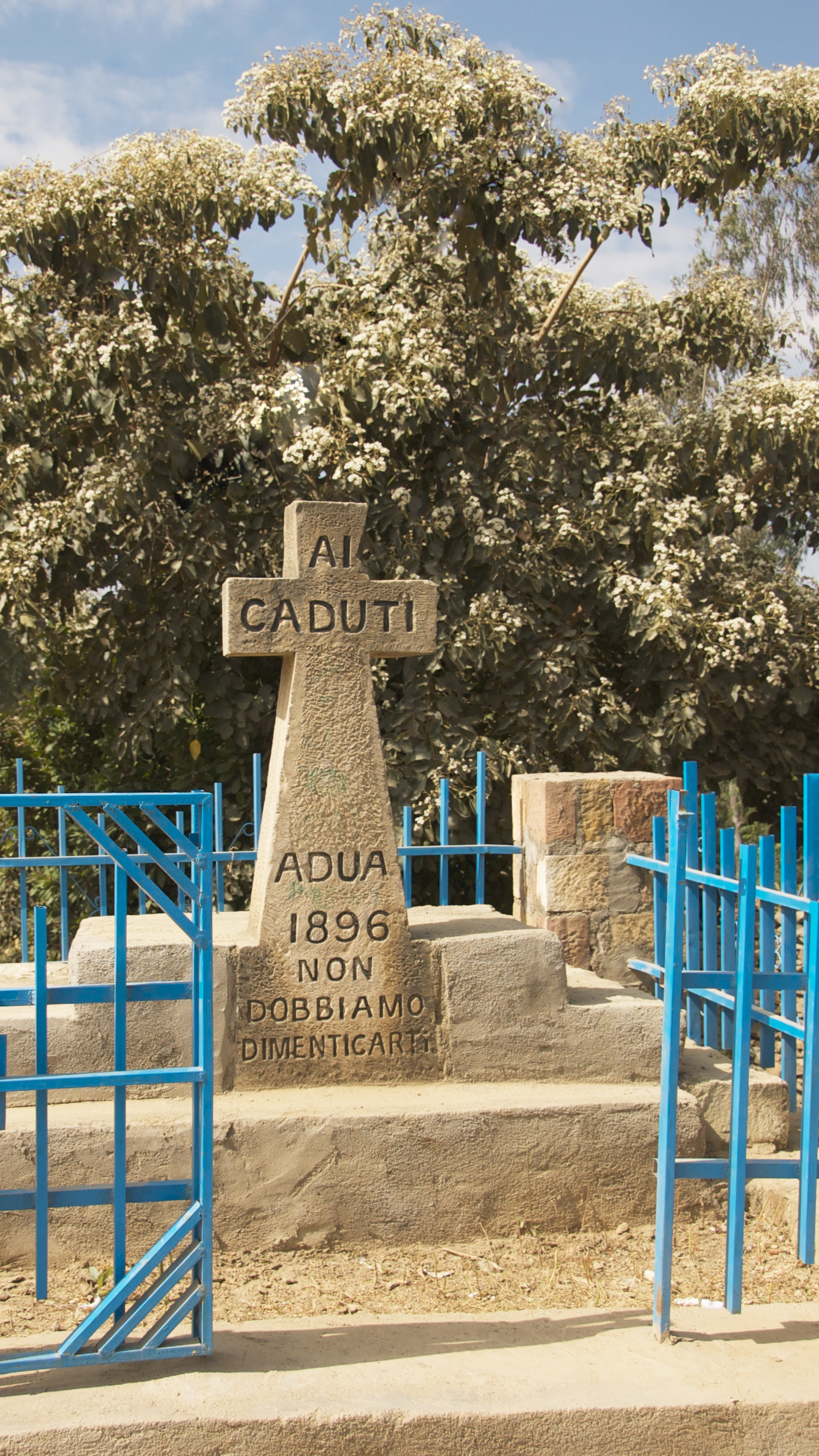
Una inscripción de una tumba en el Memorial de Adua, en la ciudad norteña de Adua, Etiopía, que conmemora la batalla de Adua de 1896.

La decisiva victoria del Imperio etíope sobre el Reino de Italia en la Batalla de Adua de 1896, durante la primera guerra ítalo-etíope, tuvo un profundo impacto en la historiografía de Italia y Etiopía. No se perdió en la memoria colectiva de los italianos, ya que la captura italiana de Adua, región de Tigray, en 1935, durante la segunda guerra ítalo-etíope, fue aclamada como un acto que vengó su anterior humillación y derrota. La historiografía sobre Etiopía a lo largo de gran parte del siglo XX se centró principalmente en esta segunda invasión y la crisis abisinia lo precedió, en el que se describió a Etiopía como relegada al papel de un peón en la diplomacia europea. El cortesano etíope e historiador Marse Hazan Walda Qirqos (1899–1978) fue comisionado por el régimen de Selassie para compilar una historia documental de la ocupación italiana titulada A Short History of the Five Years of Hardship, compuesta simultáneamente con La presentación de pruebas históricas a la Comisión de Crímenes de Guerra de las Naciones Unidas para los crímenes de guerra fascistas de Italia. Coautor de Berhanu Denque, este trabajo fue una de las primeras historias amháricas vernáculas en cubrir el período colonial italiano, documentando artículos periodísticos contemporáneos y piezas de propaganda, eventos como la caída de Addis Abeba en 1936 y la reconquista británico-etíope del país en 1941, y discursos por figuras clave como el emperador Selassie y Rodolfo Graziani (1882–1955), virrey de África Oriental Italiana.

### Clase social, etnia y género

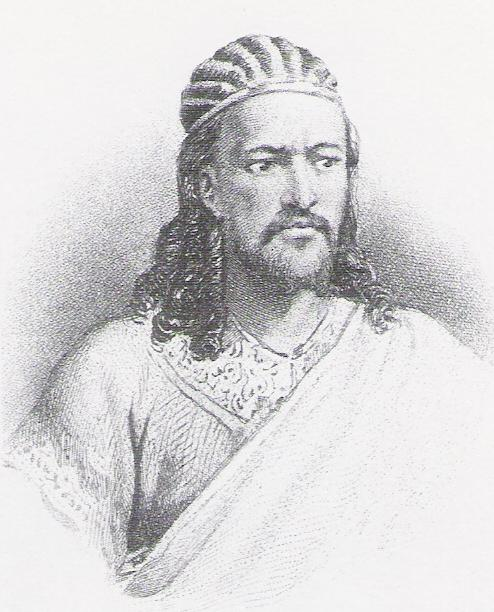
Retrato del emperador Teodoro II de Etiopía, alrededor de 1860.

Los historiadores modernos han adoptado nuevos enfoques para analizar la historiografía etíope tradicional y moderna. Por ejemplo, Donald Crummey (1941–2013), investigó casos en la historiografía etíope relacionados con la clase social, el origen étnico y el género. También criticó los enfoques anteriores realizados por Sylvia Pankhurst (1882–1960) y Richard Pankhurst (1927–2017), quienes se centraron principalmente en la clase dominante etíope mientras ignoraban a los pueblos marginados y los grupos minoritarios en las obras históricas etíopes. Después de la revolución etíope de 1974 y el derrocamiento de la dinastía salomónica con la deposición de Haile Selassie, el materialismo histórico de la historiografía marxista llegó a dominar el panorama académico y la comprensión de la historia del noreste de África. En su artículo de 2001 Women in Ethiopian History: A Bibliographic Review, Belete Bizuneh señala que el impacto de la historia social en la historiografía africana en el siglo XX generó un enfoque sin precedentes en
los roles de las mujeres y el género en las sociedades históricas, pero esa historiografía etíope parece haber caído fuera de la órbita de estas tendencias historiográficas.
Al basarse en las obras escritas de autores cristianos y musulmanes, tradiciones orales y métodos modernos de antropología, arqueología y lingüística, Mohammed Hassen, profesor asociado de historia en la Universidad Estatal de Georgia, afirma que el pueblo oromo, en su mayor parte no cristiano, ha interactuado y vivido entre el pueblo cristiano semiparlante amhara desde por lo menos el siglo XIV, y no desde el siglo XVI, como se acepta comúnmente en la historiografía etíope tanto tradicional como reciente. Su obra también destaca la necesidad de Etiopía de integrar adecuadamente a su población oromo y el hecho de que los oromo de habla cushita, a pesar de su reputación tradicional como invasores, se involucraron significativamente en el mantenimiento de las instituciones culturales, políticas y militares del estado cristiano.

### Estudios sobre Oriente Medio y África

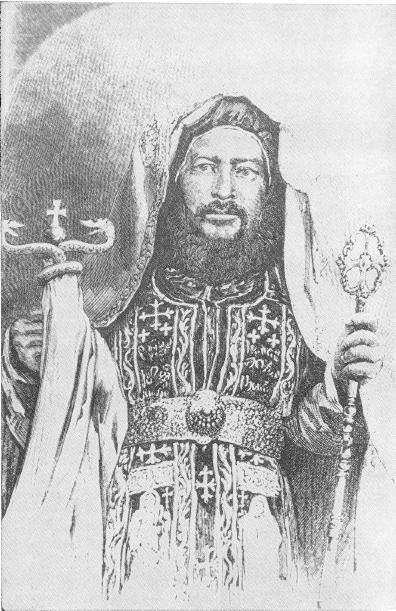
Grabado de Salama III, jefe de la Iglesia etíope ortodoxa Tewahedo (1841-1867). Esta oficina eclesiástica del Abune (patriarca) se estableció para fortalecer los lazos históricos de Etiopía con la Iglesia ortodoxa copta en Egipto.

En su informe de 1992 sobre Naguib Mahfouz The Search (1964), el erudito etíope Mulugeta Gudeta observó que los etíopes y las sociedades egipcias tenían semejanzas históricas sorprendentes. Según Haggai Erlich, estos paralelos culminaron en el establecimiento de la oficina eclesiástica egipcia del abune, que ejemplificó la conexión tradicional de la cristiandad de Etiopía con Egipto y Oriente Medio. En la primera parte del siglo XX, los nacionalistas egipcios también propusieron la idea de formar una «Unidad del Valle del Nilo», una unión territorial que incluiría a Etiopía. Este objetivo disminuyó gradualmente debido a la tensión política sobre el control de las aguas del Nilo. En consecuencia, después de la década de 1950, los estudiosos egipcios adoptaron un enfoque más distante, si no apático, de los asuntos etíopes y los estudios académicos. Por ejemplo, a la Quinta Conferencia del Nilo 2002 celebrada en Addis Abeba en 1997 asistieron cientos de académicos y funcionarios, entre los cuales se encontraban 163 etíopes y 16 egipcios. Por el contrario, no hubo asistentes egipcios en la Decimocuarta Conferencia Internacional de Estudios Etíopes celebrada más tarde en Addis Abeba en el 2000, similar a todas las conferencias ICES anteriores desde la década de 1960.
Erlich argumenta que, en deferencia a su formación como africanistas, los etíopes nativos y extranjeros de la generación posterior a 1950 se centraron más en cuestiones historiográficas relacionadas con el lugar de Etiopía en el continente africano. Esta tendencia tuvo el efecto de marginar los lazos tradicionales de Etiopía con el Medio Oriente en trabajos historiográficos. En la retrospectiva de Bahru Zewde sobre la historiografía etíope publicada en 2000, destacó la antigua tradición de historiografía de Etiopía, observando que data al menos del siglo XIV y distingue el territorio de la mayoría de las otras áreas de África. También observó un cambio en el énfasis en los estudios etíopes lejos de la fijación tradicional del campo en los grupos de habla semítica del norte de Etiopía, con un enfoque cada vez mayor en las otras comunidades de habla afroasiática del territorio. Zewde sugirió que este desarrollo fue posible gracias a un mayor uso crítico de las tradiciones orales. No ofreció una encuesta sobre el papel de Etiopía en los estudios de Oriente Medio y no mencionó las relaciones históricas egipcio-etíopes. Zewde también observó que los estudios historiográficos en África se centraron en métodos y escuelas que se desarrollaron principalmente en Nigeria y Tanzania y concluyó que «la integración de la historiografía etíope en la corriente principal africana, una preocupación permanente, aún está lejos de lograrse en un grado satisfactorio».